# 弗吉尔·贾科米尼
弗吉尔·贾科米尼（英語：Virgil Jacomini，1899年5月30日—1984年10月4日），美国男子赛艇运动员。他曾代表美国参加1920年夏季奥林匹克运动会赛艇比赛，获得男子八人单桨有舵手金牌。